# Franco Scaramuzzi
Franco Scaramuzzi (Ferrara, 26 dicembre 1926 – Firenze, 6 gennaio 2020) è stato un agronomo italiano.
È stato rettore dell'Università di Firenze dal 1979 al 1991 e anche presidente dell'Accademia dei Georgofili dal 1986 al 2014.

## Biografia
Scaramuzzi nacque a Ferrara il 26 dicembre 1926. Nel 1948 si laureò in scienze agrarie con 110/110 e lode e grazie ad una borsa di studio poté dare inizio alla propria attività accademica, conseguendo nel 1954 la libera docenza in coltivazioni arboree all'Università di Firenze. Quattro anni dopo vinse un concorso per insegnare all'Università di Pisa. Nel 1971 costituì a Firenze il Centro del CNR per gli studi sulla propagazione delle specie legnose, che diresse fino al 1979, anno in cui venne nominato nuovo rettore dell'ateneo fiorentino. Nel 1986 venne inoltre nominato anche presidente dell'Accademia dei Georgofili, carica da lui ricoperta fino al 2014.
Nel 1999 si candidò a sindaco di Firenze con una coalizione di centro-destra, ma fu sconfitto al primo turno dallo sfidante Leonardo Domenici.
Fu membro di numerose accademie italiane e straniere, tra cui l'Accademia di scienze agrarie dell'allora Unione Sovietica, e fu anche insignito di una laurea honoris causa da parte dell'Università di Bucarest. Fu anche presidente della International Society for Horticultural Sciences.
In tutta la sua carriera professionale pubblicò oltre 200 lavori.
Si spense il 6 gennaio 2020, pochi giorni dopo il suo 93º compleanno a causa di una lunga malattia. La camera ardente fu esposta l'8 gennaio nell'aula magna dell'Università di Firenze alla presenza del rettore Luigi Dei, e i funerali si sono svolti il pomeriggio stesso presso la Basilica della Santissima Annunziata.